# Destak

Capa do jornal Destak de São Paulo

O Destak é um jornal português e brasileiro de distribuição gratuita. A versão portuguesa possui edições diferentes para Lisboa e para o Porto e foi especialmente popular durante a década de 2000 e a primeira metade da década de 2010. É distribuído principalmente em estações do metropolitano e comboios, mas também em centros comerciais e hospitais. Pertence ao conglomerado de mídia Cofina.
Foi o primeiro jornal gratuito em Portugal, antes da edição portuguesa do jornal gratuito Metro. Foi lançado em setembro de 2001, por António Stilwell Zilhão, Francisco Pinto Barbosa e Gonçalo Sousa Uva como um jornal semanal e tornou-se um jornal diário em novembro de 2004.
Na sequência do português, o Destak foi lançado no Brasil, nas cidades de São Paulo, Rio de Janeiro, Brasília e Recife e na região do ABC Paulista. Em São Paulo, são distribuídos mais de 250 mil e 100 mil exemplares no Rio. Hoje em dia, existe apenas na forma de jornal digital (sob a forma de site).
Com a extinção da versão portuguesa do Metro, em setembro de 2016, o Destak voltou a ser o único diário nacional português gratuito, uma situação muito diferente do último quarto dos anos 2000, altura em que, para além do Metro, do destaque teve outro concorrente do seu género, o efémero Global Notícias, editado pela Controlinveste.
Em março de 2020, na sequência da pandemia de CoVid-19, a versão portuguesa do jornal interrompeu a sua edição impressa, para que os distribuidores da mesma não pudessem ser colocados em risco. Uns meses mais tarde, essa edição do Destak voltou a ser distribuída. No entanto, a popularidade e desenvolvimento dos conteúdos online gratuitos aliada à popularização e cada vez maior acessibilidade da internet móvel junto de todas as faixas etárias e classes sociais fez mossa e em 2023 o jornal deixou de ter edição diária, passando a ser quinzenal. Desde esse mesmo ano, a visitar-se o site destak.pt, o domínio do jornal, os internautas são redirecionados para o site do Correio da Manhã, também da Cofina.